# هديومة حبقية
هديومة حبقية (الاسم العلمي:Hedeoma acinoides) هي نوع من النباتات تتبع جنس الهديومة من الفصيلة الشفوية.